# Hyrum (Utah)
Hyrum je město v okresu Cache County ve státě Utah. K roku 2010 zde žilo 7 609 obyvatel. S celkovou rozlohou 10,1 km² byla hustota zalidnění 624,4 obyvatel na km².